# سفارة أوكرانيا في الكويت
سفارة أوكرانيا في الكويت هي أرفع تمثيل دبلوماسي لدولة أوكرانيا لدى الكويت تقع السفارة في الكويت وهي تهدف لتعزيز المصالح الأوكرانية في الكويت.

## وصلات خارجية
- الموقع الرسمي
- قائمة سفارات أوكرانيا
- قائمة السفارات في الكويت